# 浦和レッズ差別横断幕事件
浦和レッズ差別横断幕事件（うらわレッズ さべつおうだんまくじけん）は、2014年（平成26年）3月8日にサッカーJリーグ1部所属のクラブ・浦和レッドダイヤモンズのサポーターグループ最大派閥クルバ・エスト所属の「URAWA BOYS SNAKE '98」の一部メンバーが、埼玉スタジアム2002で当日行われた試合において人種・民族差別を想起させる横断幕を掲出した事件である。試合中、警備員により撤去を求められたものの、横断幕は試合終了まで掲出されたままであったため、クラブ側の責任も問われた。浦和はJリーグ初となる無観客試合処分が下された。

## 経緯
2014年（平成26年）3月8日に、Jリーグ ディビジョン1第2節・浦和レッドダイヤモンズ対サガン鳥栖戦が、浦和のホームスタジアムである埼玉スタジアム2002で開催された。
試合開始前の14時から15時頃に、浦和のサポーターグループ「URAWA BOYS SNAKE '98」所属の男X・Y・Zら3人は、試合当日にスタジアム敷地内で調製した「JAPANESE ONLY（日本人以外お断り／日本人に限る／日本人専用）」と書かれた横断幕を、ホーム側ゴール裏スタンドの209ゲート入口に、ピッチの反対側に向けて日の丸と並べて掲出する。
15時30分頃に警備員Aは、横断幕の存在を認知して警備責任者のBに連絡した。責任者Bが当該横断幕の確認に出向くと、サポーターグループのメンバーZから「この横断幕は問題ないでしょう?」「何かあれば自分に言ってほしい」と説明を受け、責任者Bは横断幕の掲出に対応せずその場を後にして、警備会社本部などへ連絡しなかった。
前半終了後に209ゲート付近にいた警備員Cは、サポーターから「この幕は良くない。差別と捉えられかねない」と指摘を受け、警備員Cは責任者Bを通じて警備会社本部へ連絡する。同時にSNS上で情報を得た浦和のクラブスタッフも、クラブ運営本部へ連絡する。運営本部は後半開始直後に横断幕を確認して問題がある掲示物と判断し、警備会社に横断幕を速やかに撤去するよう指示した。
17時10分から15分頃にかけて、責任者Bが北ゴール裏スタンドにいたZを呼び、「クラブからの指示なので、（横断幕を）今すぐ剥がして欲しい」「インターネット上でも騒ぎになっている」などと説明し撤去を求めたが、Zは「試合中だから厳しい」と回答してスタンドに戻った。責任者BはZとのやり取りで合意が得られなかった旨を、警備会社本部を通じて運営本部へ連絡する。従来より、横断幕は掲示した当事者と合意の上で撤去する手順で、運営本部は試合後に速やかに対応するよう、警備会社に指示するに留まった。この状況に対して運営本部は、現場へスタッフ派遣などの対応を行わなかった。
17時35分頃にも、警備員Dが別のサポーターから「横断幕を撤去するべきではないか」と指摘を受けたが、警備員Dは「試合終了後に対応する」と返答し、同サポーターから「（証拠保全のために）写真を撮らせて欲しい」と申し出を受けたが、警備員Dは「トラブル回避のため撮影を控えて頂いている」などと拒否する。試合終了後の18時04分ごろに、横断幕を掲げた3人が撤去を行わないままであったことから、警備員Cは取り外す旨をZに告げて、横断幕を撤去した。
インターネット上で大きな波紋を広げていることを受け、クラブは23時50分頃に公式サイトで第1報を発信した。試合はホームの浦和が0-1で敗れている。
同日夜、浦和の槙野智章はTwitterに「今日の試合負けた以上にもっと残念なことがあった…。浦和という看板を背負い、袖を通して一生懸命闘い、誇りをもってこのチームで闘う選手に対してこれはない。こういうことをしているようでは、選手とサポーターが一つになれないし、結果も出ない」と綴り、問題の横断幕の写真を付して 苦言を呈した。浦和の関係者の声明として、槙野のツイートは最も早い反応とされており、2時間で1万件を超えてリツイートされるなどネットで拡散される契機となった。
浦和の事情聴取に対し、横断幕を掲げた3人は「最近は外国からの観客も増えていて、応援の統制が取れなくなるのが嫌だった」「ゴール裏は自分たちの『聖地』であり、部外者に入ってきてほしくなかった」などと語り「差別の意図はなく、反省している」 と述べた。

## 処分
3月13日にJリーグチェアマンの村井満は東京都内で会見し、当該行為について「Jリーグ全体を統括するチェアマンとして多大なご迷惑をおかけしたことをおわび申し上げます」と謝罪する。制裁として、3月23日開催のホーム第4節・清水エスパルス戦をJリーグ史上初めて無観客試合で開催する処分を決定した。
制裁理由について村井は
- 浦和レッズは不適切な横断幕が掲出されたにもかかわらず、試合終了後まで当該横断幕を撤去できなかった。
- 当該横断幕の記載内容が「JAPANESE ONLY」となっており、差別表現と受け止めた人もいることから、掲出意図に関わらず差別的内容と判断できる。
- 国際サッカー連盟 (FIFA) は2013年5月の総会で「反人種差別・差別に関する戦い」を決議し、7月にFIFA加盟各国協会に対してガイドラインを提示するとともに、関連する規程を整備するなど適切な対処を求める。
  - 日本サッカー協会 (JFA) は11月に規程を整備し、JFA加盟団体に対して周知徹底を通知する。
- 浦和サポーターは、2010年に本件と類似したトラブルを起こして制裁を受けており、本件は累犯である。浦和サポーターはこれまでに複数の問題事案を発生し、クラブはJリーグから再三制裁を科されているにもかかわらず再発防止に消極的で、本件のような結果に至った重大な責任がある。

などの点を挙げた。今後こうした行為が改善されなければ、勝ち点の減免やJ2以下への強制降格など、より重い制裁処分も視野に入れている、と今後の方針を明らかにした。
村井の会見の後、浦和社長の淵田敬三が同所で会見し、横断幕を掲出した男3人が所属するサポーターグループを「無期限の活動停止処分」とし、所属メンバー全員を浦和が出場する全ての試合と、埼玉スタジアムへの無期限の入場禁止処分にしたと発表。他のサポーターについても、ホーム・アウェーの試合で、横断幕や旗などを掲示する行為を禁止したと発表した。
淵田本人の役員報酬を3か月間2割削減し、関係社員も社内規定に従って処分を検討するとした。浦和レッズは、無観客試合開催に先立ち、チケットの払い戻し、宿泊費のキャンセル料などの負担を決定した。クラブの損失額は、3億円以上と予想される。

## 無観客試合の実施
3月23日、ホーム第4節の対清水エスパルス戦は、予定通り無観客試合で実施された。400人を超える報道陣やテレビ中継スタッフが見守る中、主将の阿部勇樹が「サッカーを通じて結ばれた大切な仲間と伴に、差別と戦うことを誓います」と、クラブがこの日発表した『差別撲滅宣言』を読み上げた。
試合では、通常の試合で行う「スタジアムDJによる選手紹介」などの演出や入場時の音楽、Jリーグスポンサー及びクラブスポンサーの広告掲示などを一切自粛。ゴール裏の広告用LEDボードには「SPORTS FOR PEACE!」のロゴを表示した。クラブ側は、アウェイ側の清水も含めて埼玉スタジアム2002周辺への観客の立ち入り、会場周辺での応援行為などを全て禁止した。
クラブ職員を含め、およそ230人が警備に当たったが、大きな混乱はなかった。浦和社長の淵田敬三は、「サポーターの応援があって、初めてサッカーだと痛感した。二度とこういうことを起こさないよう、肝に銘じたい。差別を撲滅して、断固として戦う浦和レッズに変わる」とコメントを発表した。
試合は19分に清水の長沢駿が先制し、76分に原口元気のゴールで浦和が同点に追いつき、1-1で引き分けた。
| 浦和レッズ      | 1 - 1                             | 清水エスパルス |
| --------------- | --------------------------------- | -------------- |
| - 原口元気 76分 | レポート（浦和） レポート（清水） | - 長沢駿 19分  |

## 反応
内閣官房長官の菅義偉は、「一人ひとりの人権が尊重される豊かで成熟する社会を実現する我が国の方針においては甚だ残念で遺憾」とコメントした。東京都知事の舛添要一は2020年に開催される予定であった東京オリンピックへの影響を懸念するコメントを発した。
日本サッカー協会会長の大仁邦彌は「あの横断幕を放置していた感覚が問題。大変遺憾だし残念だ」「日本サッカーとJリーグの試合は、多くの女性や子どもも足を運ぶ安全な環境として知られていたので、この出来事は危険なイメージを植え付けただけでなく、日本サッカーの信用を失墜させた」とコメントした。
セルジオ越後は「動物である人間の本能として、自分の群れ以外に警戒心を示す、新しい血を拒むというのもあるだろう。悲しいがこれは事実だ」「あくまで客観的な事実だけで見れば、どの国の誰に向けられたものかもはっきりせず、『日本人選手だけのチームになってほしい』という希望の表出と捉えることもできなくはない。スペインのアスレティック・ビルバオはバスク人だけで構成されているチームだけど、彼らが『オレたちはバスク人だけ！』と主張したところで、何も差別ではないよね。つまり、『JAPANESE ONLY』という言葉自体に罪はないということだ」と評した。
Goal日本版編集長でスポーツライターのチェーザレ・ポレンギをはじめ、多くの国外メディア関係者は浦和とJリーグによる直接的な対応と意思表示を高く評価したが、ジャーナリストのベン・メイブリーは「（サポーターの）意図は関係ない。英語の感覚では完全に差別的な用語であり、かつての南アフリカのアパルトヘイトと同義と捉えられる。適切な対応を怠った浦和の対応も手遅れじゃないかな」と評した。ジャーナリストのマイケル・プラストウは事件当日のクラブの対応について「浦和にとっては不運だった。他のクラブで（同様の事件が）起こっても適切に対応できたかは分からない」「問題が発生したときの対応の鈍さ、鈍感さは問題だった」と評した。
サッカー指導者の李国秀は「『JAPANESE ONLY』と掲出したのは問題視されていたサポーターのようだが、対応した浦和フロントにも問題があると感じた。今回の問題の発端はサポーターの無知。彼らが『レッズサポーター ONLY』と書いていたならば、とも思うのだが。掲示を放置しながら当該サポーターにはレッドカード。ならば運営責任のある浦和にこそ、カードが出るべきだろう。人種差別の本質を知らず、表面上で語るのは愚かだ」と評した。
サッカージャーナリストの後藤健生は、横断幕を掲出した当事者を「サポーターが彼らの聖域であるゴール裏に他者が入り込むことを快く思わないという心情はよく理解できるが、それが即『外国人』に繋がるところには論理の飛躍がある」、Jリーグの対応を「日本にも少数民族の問題もあるが、欧州における人種問題に比べればその規模は小さい。最近の狭量な国家主義的な動きを考えると、こうした問題は今後も増えてくることだろう。サッカー場におけるそうした事象を防ぐために『無観客試合』という処分は妥当なものだったと言っていい」と評した。
スポーツライターの相沢光一は日本人が人種差別に鈍感であることもこの事件の背景にあると見ている。

## 背景

### サポーター問題
浦和のサポーターは、Jリーグ開幕当初から熱狂的なことで知られており、国外のサポーターが応援スタイルを模倣するなど畏敬されている。その一方でトラブルが多いことでも知られ、これまでにも他クラブのサポーターとの衝突、メディア関係者への暴行、差別発言、警備員への暴行事件などのトラブルを引き起こし、Jリーグ側から制裁金が科せられてきた。
2010年には、5月15日開催のアウェー第12節・ベガルタ仙台戦の試合後に、浦和サポーター20名ほどが立ち入り禁止区域に入ってペットボトルを投げつけて観客を負傷させたうえ、そのうちの2〜3名が仙台のミッドフィールダー・梁勇基に向けて人種差別的な発言を行っており、浦和に対して譴責と制裁金500万円の処分が下された。ただし、当該サポーターに対しては当事者不特定を理由に不問とされており、この時に処罰できていれば本事案のような問題には至らなかったとも指摘された。

### 特定選手に向けられたとする見方
当該横断幕は、シーズン開幕前に浦和に移籍してきた李忠成に向けられたものではないかとの見方があり、前述の槙野智章もツイッターに「浦和という看板を背負い、袖を通して一生懸命闘い、誇りをもってこのチームで闘う選手に対してこれはない。（以下略）」と綴っていることから、横断幕が特定の選手に向けられたものだと認識する者も少なくない。複数の韓国メディアは「横断幕は李に直接向けられたもの」と分析した。
李自身も横断幕は自分に対してのメッセージと分析している。その理由についてサッカージャーナリストの轡田哲朗は、浦和サポーターには「新加入選手を無条件には受け入れず、活躍を示してから声援が大きくなる」という傾向があるとした上で、サウサンプトンFC在籍時の負傷によりコンディションを崩し加入後も肋骨の骨折により結果を出していなかったこと、浦和にサンフレッチェ広島F.C出身の選手の加入が続いていたことなどを挙げ、韓国から帰化した選手であることは理由のひとつとした。
浦和のサポーターグループのいくつかに嫌韓の傾向があったことが要因との指摘がある。『月刊浦和レッズマガジン』2014年3月号でインタビューを受けた『URAWA BOYS』初代リーダーの男性は、「浦和のウルトラは韓国が嫌いだからね。ウチの歴史にはないことだから、最初はいろんな反応が渦巻くと思う。クラブのスタッフが本人（李）に伝えているそうだけど、本人が相当の覚悟を持って浦和に来るということは僕も感じるんだよね」と発言 するなど、一部のサポーターグループ間に嫌韓の意識が存在していたことや、クラブ側がそれを把握しており李本人に伝えたとの事実を仄めかした。その一方で「そういう選手（李）に対して頭ごなしに『ダメだ』とは思えない」、あるいは「昔はチョウさん（曺貴裁）がいたけれど、今ほど嫌韓の雰囲気はなかった」とも発言している。
この事件を受け、サッカージャーナリストの清義明が著書『サッカーと愛国』の中で、浦和レッズの元社長である犬飼基昭が過去に、「韓国人選手をチームに入れることは韓国代表の強化につながるので、浦和レッズに韓国人選手をチームに入れることはない」と明言していた例をあげ、それがサポーターとの間で（事件発生当時には）了解事項とされていたのではないかと推測している。この浦和の嫌韓の風潮を李自身も知り、覚悟してチームに入ったという李の実父からの証言も紹介している。
サッカージャーナリストの加部究も『月刊浦和レッズマガジン』2014年3月号のインタビュー記事と横断幕事件を絡め「李を獲得すれば波紋を呼ぶことを示唆している。（中略）既に火種があることを知っていて何も手を打たず、必然的に事件は起こった」と断定。ホーム開幕の鳥栖戦において李がブーイングを受けた ことを絡め、「『Japanese Only』が欧州や南米に向けられたのではないことは明白である。そういう意味でも非常に性質の悪い『人種差別』だと断じるべきだ」などと評した。
2014年3月18日付けの韓国の日刊紙『中央日報』は、「問題の横断幕は『自分のチーム』所属の在日同胞4世の李忠成を狙った」と報じた。中国のスポーツメディア『新浪体育』は「李は日本国籍の有無や、日本人であるか否かに関係なく、かつて韓国人だったという理由だけで否定された」「日本の右翼保守的な風潮は、今やサッカー場にまで及んでいる」などとする韓国メディア『FOOTBALLIST』のコラムを掲載した。
『週刊朝日』2014年3月28日号は、あるサッカー記者のコメントを引用し「浦和は平均3万人以上の観客動員力を誇るが、それがサポーターを甘やかし増長する環境を作った側面もある。李忠成の加入に対する反感はチーム関係者とサポーターが馴れ合いの関係になっていることの表れ」などと評した。

### 地域の閉鎖性
他の都道府県民から「特徴が掴みにくい」と評される埼玉県にあって、浦和地域は県庁所在地として行政機能を有するものの、「対外的な顔としての機能を持たない」、「明確なイメージがない」地域と見なされていた。教育熱の高さや、公務員や大学教員の在住率の多さから「北の鎌倉」と自称するが本家には遠くおよばず、住民気質については「変にプライドが高く（中略）、水商売を軽蔑」 といった指摘もある。そんな地域にとっての数少ない拠り所がサッカーだった。
この地域では1960年代後半頃から急速な都市化により宿場町以来の街並みは失われ、それと並行するかのように住民はサッカーに拠り所を求めるようになっていた。その源となった浦和地域の高校サッカー部は「浦和を制するものは全国を制する」なるスローガンを掲げ、街の代表としての一体感や連帯意識を強く持ち合わせていた。それが高じて一部の公立高校が団結して私立の新興勢力を排除する動きが見られた。
浦和レッドダイヤモンズに関しても、創設当時は先行きの不透明な「プロサッカー」をめぐり地域との間で活発な議論や交流が実施されたが、2010年代は新規サポーターの獲得を目指す積極的な行動が少なく、旧来のサポーターのみを対象とした内向きな情報発信に終始した 。これら変化を好まない内向き志向が発端となって本事件も起きたのではないか、と指摘がある。

### 日韓ワールドカップなどの影響
日本国内のインターネット上での韓国や中国に対する敵対感情は、2002年に日韓で共同開催された2002 FIFAワールドカップがきっかけになったと言われている。ジャーナリストの木村元彦は「単独開催を狙っていた日本が、後から韓国との共同開催に持ち込まれた『してやられた感』がベースになっている。それに加えて、韓国代表のゲームで明らかに韓国有利な判定が続いた。さらにマスメディアが判定に疑問を投げかけるような報道をしなかったこともあって反感が高まった」と推察している。
浦和に関しては、海外のサッカークラブと戦うアジアチャンピオンズリーグに出場したことがきっかけとなったのではないかと言われているが、当該横断幕を掲出したサポーターグループの一員は『朝日新聞』の取材に対し「向こう（中韓）の応援は『反日』をガンガンやってくる。行けばわかりますよ」「アウェーの試合に駆けつけるうち、相手からブーイングを浴びる機会があり、次第に中韓が嫌いになった」と回答した。

### サッカーの特性
Jリーグで人種差別が問題となった例はこれまでもあり、神戸大学准教授の小笠原博毅（社会学）はサッカー界ばかりで差別問題が目立つことについて、「攻守が切り替わる野球やプレーが途切れるラグビーに比べ、サッカーはプレーが続き攻守が頻繁に入れ替わる。その分、観客は選手と一体化し、熱狂を生みやすい。興奮すると、選手の見た目の特徴を攻撃し、憂さ晴らしする心理が働く」と分析。一方、スポーツ評論家の玉木正之は「野球や相撲などでも外国人への中傷はある。サッカーばかりで目立つのは、サッカー界が世界的に人種差別撤廃に本気で取り組んでいるから。ただ、差別撤廃を目指すJリーグの意識が、サポーターに浸透しきれていない」と分析している。

## 影響

### 浦和サポーター
浦和は3月15日に行われたサンフレッチェ広島戦から、全サポーターに対し、リーグ戦、カップ戦、ホーム、アウェイを問わず、すべての横断幕、ゲートフラッグ、旗類、装飾幕などの掲出を禁止する措置を下した。3月27日にサポーターの中核を担っていた「URAWA BOYS」をはじめ「クルバ・エスト」に所属する11グループの解散を発表した。この解散についてクラブ側は11グループからの申し出による自主解散と回答したが、後のサポーターへの取材により事件に直接関与しないグループに対し、クラブ側が圧力を加えた解散であることが判明した。
事件後に総合週刊誌『SPA!』は、「かつてリーグ屈指の熱狂的応援と称された応援スタイルは、横断幕などの掲出禁止措置によりビジュアル面での迫力を失い、中核グループの解散により全体の統率力を失うなど、転換期を迎えた」と報じた。マッチデープログラム編集者の清尾淳は「1992年から積み上げてきた応援の形やスタンドのルール作りが崩れたのは間違いない」とした上で「それをどこで食い止め、どういう状態でまた積み上げ始めるか。今後の動きにかかっている」と評した。
2014年11月から人文字（コレオグラフィー）を使った応援を解禁 し、横断幕は2014年内の解禁を見送るが、2015年3月からレッズ主管試合に限り、人権侵害や特定者・団体の誹謗中傷などを防ぐ観点から、事前の申請・審査を義務付けることを前提に、横断幕の掲示を再開する。横断幕作成者は試合開始の原則6時間前までに、専用のビブス（ゼッケン）を着用して、広告幕に被らないなどの条件で設置する。設置後は試合終了まで横断幕の取り外しや付け替え、複数人で横断幕（ゲートフラッグも）を持つことは禁止とする。審査を完了していない（受けていないものも含む）横断幕の設置、並びに引き続きアウェー・中立地 ゲームでの横断幕は全面禁止となる。
本事件発生後の2018年現在、かつて先駆的な存在と目された浦和サポーターは新たなアイデアや価値観を創出するでもなく、それまで創りあげたスタイルをひたすら堅持しようとする保守的傾向、内向き志向がいっそう強まっている。

### 他クラブのサポーター
FC岐阜のサポーターは、浦和の横断幕事件を受け、3月9日に行われたJ2第2節のカターレ富山戦（いわゆる高山線ダービー）において「Say NO to Racism（人種差別に否と言おう）」と書かれた横断幕を掲出した。
横浜F・マリノスのサポーターも同様の理由から、3月12日に行われたAFCチャンピオンズリーグ2014の広州恒大戦において「SHOW RACISM THE REDCARD（人種差別にレッドカードを）」と書かれた横断幕を掲出したが、8月23日に行われたJ1第21節の川崎フロンターレ戦において、黒人選手に対する人種差別の象徴であるバナナを振る行為に及んだ。そのため、横浜FMは当該サポーターの無期限入場禁止処分、Jリーグは横浜FMに対し譴責処分と制裁金500万円を科した。この事件を受け同クラブのサポーターのジャーナリストの清義明は「"SHOW RACISM THE REDCARD"(『レイシズムにレッドカードを』）の横断幕を出したマリノスがこれかよ！ブーメランじゃねえかってネットでは書かれている。もうなんの申し開きもできない。ごもっともです。ただ恥ずかしい」と釈明した。